# 田中崇博
田中 崇博（たなか たかひろ、1990年9月7日 - ）は、滋賀県東近江市出身の元プロ野球選手（投手）。右投右打。NPBでは育成選手であった。2010年の登録名は「崇博」。

## 来歴・人物
東近江市立愛東中学校卒業後、滋賀県立八日市南高等学校に進学。エースとして、3年夏に滋賀大会ベスト8進出に貢献。長身から投げ下ろす最速143km/hの直球を武器としていた。
2008年のドラフト会議において、千葉ロッテマリーンズから育成ドラフト8位で指名され入団。2009年10月1日、イースタン・リーグでの登板機会もないまま入団1年で戦力外通告を受けた。シーズン終了後、12球団合同トライアウトに参加。
2010年1月16日、ベースボール・チャレンジ・リーグの富山サンダーバーズに入団が決定。登録名は「崇博」とした。同年8月27日、病気の治療に専念するため、8月31日付けでの退団が発表された。

## 詳細情報

### 年度別投手成績
- 一軍公式戦出場なし

### 独立リーグでの投手成績
| 年 度        | 球 団        | 登 板 | 完 投 | 勝 利 | 敗 戦 | セ ｜ ブ | 勝 率 | 打 者 | 投 球 回 | 被 安 打 | 被 本 塁 打 | 与 四 球 | 与 死 球 | 奪 三 振 | 暴 投 | ボ ｜ ク | 失 点 | 自 責 点 | 防 御 率 |
| ------------ | ------------ | ----- | ----- | ----- | ----- | -------- | ----- | ----- | -------- | -------- | ----------- | -------- | -------- | -------- | ----- | -------- | ----- | -------- | -------- |
| 2010         | 富山         | 6     | 0     | 1     | 2     | 0        | .333  | 141   | 32.2     | 31       | 1           | 8        | 2        | 20       | 1     | 2        | 18    | 15       | 4.13     |
| BCL通算：1年 | BCL通算：1年 | 6     | 0     | 1     | 2     | 0        | .333  | 141   | 32.2     | 31       | 1           | 8        | 2        | 20       | 1     | 2        | 18    | 15       | 4.13     |

### 背番号
- 134 （2009年）
- 44 （2010年）